# Утакмице фудбалске репрезентације Мађарске 1918.
Фудбалска репрезентација Мађарске је током 1916. године играла укупно четири утакмце и све их добила. Три утакмице је играла против Аустрије две у Бечу и једну у Будимпешти и једну против Швајцарске у Будимпешти.
О утакмици одиграној 14. априла против Аустрије, на стадиону МТК у Будимпешти :Утакмица је почела невероватном динамиком. Утакмица је била пријатна, неизвесна и занимљива у првих 30 минута... Екипе су биле уморне, а сусрет је постао тих и тром. Аустријанци нису могли да пронађу пут до нашег гола, иако га је чувао новајлија. Овога пута голман Кишпешта, Варга, показао је колико је домаћи фудбал богат голманским талентима! Захваљујући његовим одличним одбранама, поново смо победили....“— mafoci, “
Савезни селектор (капетан) националног тима је био:
- Акош Фехери

## Утакмице
| Мађарска               | 2 : 0 (1 : 0) | Аустрија |
| ---------------------- | ------------- | -------- |
| Шлосер 26’ · Шафер 52’ | Извештај      |          |

| Мађарска               | 2 : 1 (0 : 0) | Швајцарска |
| ---------------------- | ------------- | ---------- |
| Шафер 57’ · Шлосер 77’ | Извештај      | Келер 55’  |

| Аустрија | 0 : 2 (0 : 0) | Мађарска               |
| -------- | ------------- | ---------------------- |
|          | Извештај      | Шлосер 70’ · Шафер 73’ |

| Аустрија | 0 : 3 (0 : 1) | Мађарска                 |
| -------- | ------------- | ------------------------ |
|          | Извештај      | Пајер 5’ 63’ · Браун 77’ |

## Незванична утакмица
| Репрезентација Северног округа | 1 : 3 (0 : 2) | Мађарска              |
| ------------------------------ | ------------- | --------------------- |
| Ђула Барберик ?’ (пен)         | Извештај      | Карољ Чапкаи ?’ ?’ ?’ |

Састав репрезентације Мађарске на 67. утакмици
Петер Варга (Varga Péter), Ђула Хорват (Horváth Gyula), Јожеф Зигл (Siegl József), Вилмош Кертес II (Kertész II. Vilmos), Јожеф Гинг (Ging József), Арпад Дојч (Deutsch Árpád), Имре Таусиг (Taussig Imre), Калман Конрад II (Konrád II. Kálmán), Алфред Шафер (Schaffer Alfréd), Имре Шлосер (Schlosser Imre), Петер Сабо (Szabó Péter).
- Селектор: Акош Фехери[2]

Састав репрезентације Мађарске на 68. утакмици
Петер Варга, Јожеф Штарк, Јанош Винер, Вилмош Кертес II, Јожеф Гинг, Арпад Дојч, Шандор Немеш, Лајош Хених I, Алфред Шафер, Имре Шлосер, Петер Сабо 
- Селектор: Акош Фехери[3]

Састав репрезентације Мађарске на 69. утакмици
Карољ Жак, Ђула Фелдман, Карољ Фогл, Вилмош Кертес II, Јожеф Гинг, Ђерђ Орт, Шандор Немеш, Калман Конрад, Алфред Шафер, Имре Шлосер, Петер Сабо 
- Селектор: Акош Фехери[4]

Састав репрезентације Мађарске на 70. утакмици
Карољ Жак, Карољ Фогл, Имре Пајер, Вилмош Кертес II, Јене Карољ, Јожеф Гинг, Јожеф Браун, Калман Конрад, Михаљ Патаки, Алфред Шафер, Имре Шлосер,
- Селектор: Акош Фехери[5]

Састав репрезентације Мађарске на незваничној утакмици
Карољ Жак, Агоштон Чардаш, Оскар Сендре, Ђула Злох, Јожеф Гинг, Имре Гутвилиг, Адам Болдог, Бела Гутман II, Карољ Чапкаи, Ференц Секељ, Имре Санто
- Селектор: Акош Фехери[6]

## Играчи репрезентације
| Домаћин · 1918 | Гост · 1918 |

| - Имре Шлосер - Карољ Жак - Карољ Фогл - Ђерђ Орт - Калман Конрад - Јене Карољ - Јожеф Браун - Михаљ Патаки - Карољ Чапкаи |